# Benedykt Kosek
Benedykt Kosek (ur. 9 kwietnia 1948 w Morzewcu, zm. 27 grudnia 2007) – polski żużlowiec.
Sport żużlowy uprawiał w latach 1966–1978 w barwach klubów Polonia Bydgoszcz (1966–1974) oraz Orzeł Łódź (1976–1978). Dwukrotnie zdobył medale drużynowych mistrzostw Polski: złoty (1971) oraz srebrny (1972). 
Trzykrotny finalista młodzieżowych indywidualnych mistrzostw Polski (1967 – VII miejsce, 1968 – X miejsce, 1969 – XI miejsce). Dwukrotny finalista turniejów o "Srebrny Kask" (1967 – IV miejsce, 1968 – IV miejsce).
Zdobywca drugiego (1972) i trzeciego (1971) miejsca w memoriale im. Zbigniewa Raniszewskiego w Bydgoszczy.